# 孙润华
孙润华（1907年—1993年3月11日），山东省平原县人。中国人民解放军少将。
1931年，参加中国工农红军，并参与宁都暴动、长征。抗日战争期间，担任关中军分区驻宜君代表，中宜洛驻店头办事处主任，陕甘宁边区靖边县县长、定边县县长，中共伊克昭盟乌审旗工委书记，三边地委组织部长。第二次国共内战期间，任三边军分区政治部主任、副政委。中华人民共和国成立后，任宁夏军区政治部主任、副政委，甘肃省军区副政委，1955年，授于少将军衔。后任中共甘肃省监察委员会书记，平凉专署副专员，甘肃省储备局局长，甘肃省人大常委会副主任。